# Escuela de Arte y Superior de Diseño de Alcoy
La Escuela de Arte y Superior de Diseño de Alcoy (EASD), antiguamente denominada Escuela de Artes y Oficios de Alcoy está ubicada en la calle Barranc de Na Lloba sin número, de Alcoy (Alicante), España.
La escuela actual tiene su origen en la antigua Escuela de Artes y Oficios de Alcoy fundada en el año 1973 como centro no oficial autorizado, cumpliendo las leyes del año 1963 pero esta vez ya como un centro de formación de diseñadores. En 1978 se declara al centro como oficial reconocido pero esta vez dependiente de la Escuela de Artes y Oficios de Valencia y cambia otra vez la dirección siendo reconocido el 7 de marzo de 1982 como centro oficial del Ministerio de Educación.
Antiguamente la escuela estaba ubicada en el antiguo edificio del hospital de Alcoy, un edificio construido a finales del siglo XVIII reformado a finales del XIX. Posteriormente la escuela cambió su ubicación al céntrico colegio Cervantes.
La Escuela de Arte y Superior de Diseño de Alcoy es miembro de la Confederación de Escuelas de Artes Plásticas y Diseño.

## Historia
El origen de la Escuela de Arte y Superior de Diseño de Alcoy está en las antiguas escuelas de artes y oficios.
En 1871 se crea la Escuela de Artes y Oficios de Madrid, como parte integrante del Real Conservatorio de Artes. A finales de la siguiente década, en 1886 (Real Decreto de 5 de noviembre) la Escuela de Madrid se independiza del Real Conservatorio de Artes, convirtiéndose en la escuela central de una red de siete nuevas escuelas, llamadas escuelas de distrito: Alcoy, Almería, Béjar, Gijón, Logroño, Vilanova y la Geltrú, y Santiago de Compostela. La inauguración de la Escuela de Alcoy se produce el 15 de enero de 1888.
Posteriormente en 1900 por el Real Decreto de 4 de enero se cambia la denominación de escuelas de artes y oficios, por la de escuelas de artes industriales.
En 1924 el Real Decreto de 15 de marzo marca la separación definitiva entre las enseñanzas artísticas y las enseñanzas industriales, de manera que estas últimas (Escuelas industriales) pasan a depender del Ministerio de Trabajo, y las Escuelas de Artes y Oficios del Ministerio de Instrucción Pública, cambiando el nombre a Escuelas de Artes y Oficios Artísticos.
El Decreto 2127 de 24 de junio de 1963, supone un nuevo cambio en la estructura de las escuelas de artes y oficios, ya que se reconoce oficialmente nuevas profesiones especializadas como el diseño, el arte publicitario, la decoración, etc. Estas nuevas disciplinas se impartirán desde estas escuelas.
En 1973, conforme a la legislación de 1963, y por el interés y las gestiones de un grupo de creadoras y creadores alcoyanos, se reinicia una nueva Escuela de Artes y Oficios de Alcoy, bajo la dirección de Rafael Aracil Ruesca y con el patrocinio del Ayuntamiento. La primera sede se ubicará en el antiguo colegio de las Paulas (calle Sant Mateu). La escuela pasará de estar clasificada en 1976 como centro no oficial autorizado, a centro no oficial reconocido dependiente de la Escuela de Artes y Oficios de Valencia en 1978. Finalmente, el del 7 de marzo de 1982 se reconoce como centro oficial del Ministerio de Educación.
La LOGSE (Ley orgánica 1/1990 de 3 de octubre) reconoce la especificidad de las enseñanzas artísticas dotándolas de una organización especial (enseñanzas de régimen especial) en cuanto a ciclos educativos y titulación, de manera que los alumnos podrán acceder a una titulación de licenciado o licenciada, equivalente a todos los efectos a una licenciatura universitaria, en la actualidad llamada Grado. Los estudios cambian nuevamente de denominación, y pasan de artes aplicadas y oficios artísticos a enseñanzas de arte y superior de diseño, que comprenden los estudios relacionados con las artes aplicadas, los oficios artísticos y el diseño en sus diversas modalidades.
Con el gobierno de autonomía (1982) las competencias educativas pasan a la Generalidad Valenciana. En el curso 2001/2002 se implantan los estudios superiores de Artes Plásticas y Diseño (Real Decreto 173/1998, de 16 de febrero). El Decreto 99/2002, de 4 de junio, es el de creación de las actuales Escuelas de Arte y Superior de Diseño.
En la actualidad (2022), las Escuelas de Arte y Superior de Diseño de la Comunitat Valenciana dependen directamente del Instituto Superior de Enseñanzas Artísticas de la Comunitat Valenciana (ISEACV), el cual se integra en la Conselleria de Innovación, Universidades, Ciencia y Sociedad Digital.
A lo largo de su historia la escuela ha tenido diferentes ubicaciones conforme se han ido ampliando los estudios y evolucionando sus necesidades. De la última planta del antiguo colegio de las Paulas cedida por el Ayuntamiento, pasó al antiguo edificio del Hospital de Alcoy (plaza de la Mare de Déu), en la actualidad sede de los juzgados. Desde aquí se trasladó en 1992 al Colegio Nacional Cervantes, compartiendo también unas aulas con la escuela de la Uxola. Finalmente, su actual ubicación es un edificio de nueva planta (2010) en la calle Barranc de Na Lloba, inaugurado el 18 de enero de 2011.